# Reproduktive Gesundheit und Reproduktive Rechte

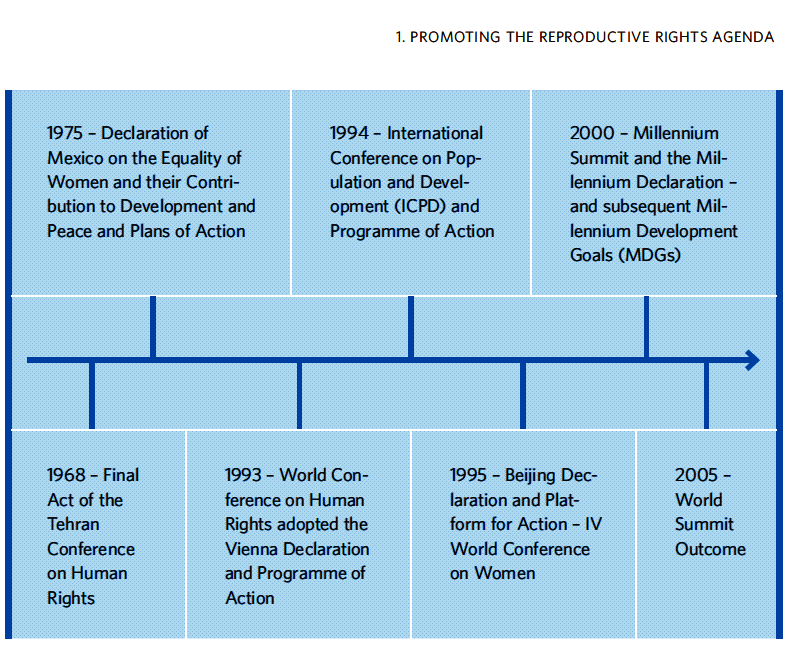
Übersicht UN-Konferenzen zur Thematik

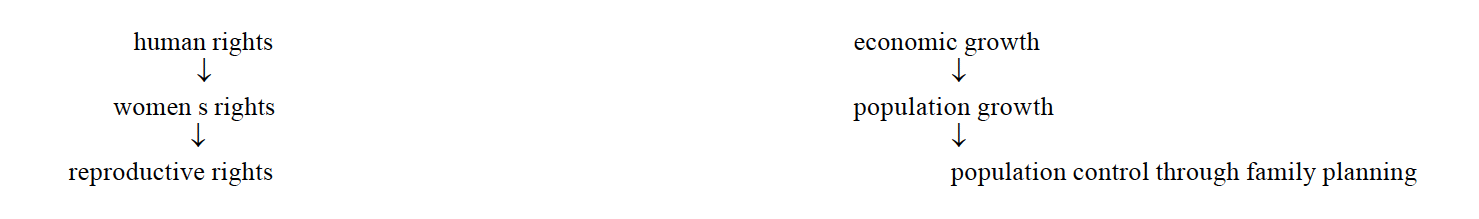
Einordnung und (offizielle) Argumentationslinie (1993)

Bei reproduktiver Gesundheit und reproduktiven Rechten handelt es sich um eine mehrdeutige Begrifflichkeit. Im Rahmen von antinatalistischer Bevölkerungspolitik wurde der Begriff der reproduktiven Rechte – verwendet von Frauenrechtlerinnen – kooptiert.
Ebenso der Begriff Mutter-Kind-Gesundheit (MCH) wurde, um eine Rahmung für Bevölkerungsagenden zu geben, erstmals zur Weltbevölkerungskonferenz in Rom 1954 entwickelt.
Seit 1966 wird von der Bevölkerungsabteilung der UN das Konzept unter dem Überbegriff Menschenrechte mit Familienplanung verknüpft.

## Ergebnis der Weltbevölkerungskonferenz 1994
Auf der Weltbevölkerungskonferenz in Kairo 1994 wurden reproduktive Rechte und internationale Bevölkerungspolitik unter der Bezeichnung Sexual and reproductive health and rights (kurz: SRHR) mit „Gesundheit“ verknüpft. Zum ersten Mal werden SRHR explizit in einem UN-Dokument genannt und 179 Staaten anerkannten erstmals diese Rechte als individuelle Menschenrechte. International agierende Bevölkerungs- und Entwicklungsorganisationen wie International Planned Parenthood Federation (IPPF), WHO, UNFPA, USAID und die Weltbank definieren sexuelle und reproduktive Gesundheit und Rechte seitdem als Ziele einer menschenrechtsbasierten Politik.
Reproduktive Gesundheit und Reproduktive Rechte stellen weiterhin Paradigmen zur Bevölkerungskontrolle dar. Begründet wird dies von den Industriestaaten seit 1958 (gemäß der Coale-Hoover-Studie) gegenüber den Entwicklungsstaaten damit, dass zu nachhaltiger (Wirtschafts-)Entwicklung Abschwächung des Bevölkerungswachstums notwendig sei.
Jedem Menschen werde damit das Recht zugestanden, ein befriedigendes Sexualleben zu führen und (offiziell) über die Anzahl seiner Kinder selbst zu entscheiden. Es wird verlangt, dass jeder Mensch Zugang zu Informationen über Verhütung und zu sicheren, effektiven und bezahlbaren Verhütungsmitteln haben solle. Außerdem soll jede Frau Zugang zu medizinischer Betreuung während Schwangerschaft und Geburt haben. Drittens soll jeder Mensch Gesundheitsleistungen erhalten können, die ihn vor sexuellen Krankheiten schützen beziehungsweise diese behandeln. Im Zentrum sollen die individuellen Rechte auf Selbstbestimmung, körperliche Unversehrtheit und Nichtdiskriminierung stehen.

## Situation heute
Weltweit können Menschen in vielen Ländern ihre „reproduktiven Rechte“ nicht in vollem Umfang ausüben. Es wird argumentiert, der Grund dafür sei insbesondere Armut (Kosten für Aufklärung und Verhütungsmittel).
Der Kampf gegen die weibliche Genitalverstümmelung wird vom Bundesministerium für wirtschaftliche Zusammenarbeit und Entwicklung diesem Konzept zugeordnet.
Umstritten ist, ob es ein „Recht auf Schwangerschaftsabbruch“ geben sollte; Kritiker wenden dagegen ein, dass bereits ein ungeborenes Kind ein Recht auf Leben habe.

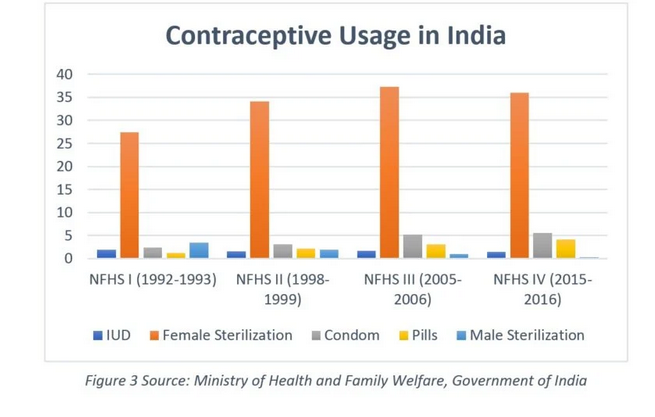
Verwendung unterschiedlicher Verhütungsmittel in Indien zwischen 1992 und 2016.

Die britische „Entwicklungshilfe“ unterstützt Indiens Sterilisationskampagnen finanziell offiziell aus Gründen des Klimaschutzes.

## Rezeption
Im Abschlussdokument der Weltbevölkerungskonferenz in Kairo wurde eine umfassende Reform der Bevölkerungspolitik versprochen. Kritikerinnen jenes Abschlussdokuments gehen allerdings von bloß rhetorischen Zugeständnissen aus (rhetorical shift). Hinsichtlich der Inkongruenz von Selbstbestimmungsrechten betroffener Frauen und der Erfüllungsvorgabe neokolonialer Forderungen wird u. a. von „ideologischer Schizophrenie“ gesprochen.
„Mit der Feminisierung der Argumentation gelang es der Bevölkerungslobby – unter Berufung auf die Gesundheit von Frauen – mit dem noch zu diskutierenden Begriff ‚reproductive rights‘ zu einem rhetorisch relativ unumstrittenen Problemfeld zu machen.“ (Többe Gonçalves 2000).
„Der Gesundheitsdiskurs ist insofern das zentrale ‚inhaltliche‘ Scharnier zur Reartikulation der bevölkerungspolitischen Makro- und Mikroebene nach Kairo.“ (Schultz 2006).

“The feminists did not imagine, when they signed onto the population control movement, that they would merely be marketing consultants. It is telling that many Third World feminists have refused to endorse population control programs at all, arguing instead that these programs violate the rights of women while ignoring their real needs. It must be painful for Western feminists to contemplate, but their own movement has ‚co-opted‘, to use Betsy Hartmann’s term, by another movement for whom humanity as a whole, and women in particular, remain a faceless mass of numbers to be controlled, that is to say, contracepted, sterilized, and aborted. For despite the feminist rhetoric, the basic character of the programs hasn´t changed.”

Um einer Essentialisierung subalterner Frauen durch „weiße“ Interessen entgegenzuwirken („Choice-Paradigma“), entstand aus dem „schwarzen“ Feminismus in den USA ab 1994 die Bewegung der reproduktiven Gerechtigkeit (Reproductive Justice Movement).